# Tour d'Andalousie féminin 2022
La 1re édition du Tour d'Andalousie féminin a lieu du 3 au 5 mai 2022. Elle fait partie du calendrier de l'Union cycliste internationale en catégorie 2.1. 
Arlenis Sierra remporte les deux premières étapes qui se terminent en haut de côtes. Jelena Erić gagne la dernière étape dans un sprint réduit. Arlenis Sierra gagne le classement général devant Mavi Garcia et Ricarda Bauernfeind. Sierra gagne également le classement par points, Garcia le classement de la montagne. Corinna Lechner gagne le classement des sprints.

## Équipes
| UCI Women's WorldTeams (2)- Movistar Team - UAE Team ADQ Équipes féminines continentales (12)- Bizkaia-Durango - Cams-Basso - Canyon-SRAM generation - Eneicat-RBH - Farto-BTC - Laboral Kutxa-Fundacion Euskadi - Massi Tactic - Río Miera-Cantabria Deporte - Roxsolt Liv Sram - Stade Rochelais Charente-Maritime - Sopela - Soltec Team Équipe nationale- Norvège Équipe féminines amateur (2)- Prolongo Al-Andalus - Zaaf |
| |

## Parcours
La première étape est légèrement vallonnée avec une arrivée en côte. La deuxième étape présente deux difficultés. Enfin l'ultime étape a deux cols placés à mi-parcours au programme.

## Étapes
| Étape     | Date  | Villes étapes                         | type                      | Distance (km) | Vainqueur d'étape | Leader du classement général |
| --------- | ----- | ------------------------------------- | ------------------------- | ------------- | ----------------- | ---------------------------- |
| 1re étape | 3 mai | Salobreña – Arenas                    | étape vallonnée           | 105,5         | Arlenis Sierra    | Arlenis Sierra               |
| 2e étape  | 4 mai | Malaga – Mijas                        | étape vallonnée           | 119           | Arlenis Sierra    | Arlenis Sierra               |
| 3e étape  | 5 mai | Fuengirola – Castellar de la Frontera | étape de moyenne montagne | 81,8          | Jelena Erić       | Arlenis Sierra               |

## Déroulement de la course

### 1reétape
Au kilomètre cinquante-trois, Idoia Eraso, Alessia Bulleri, Mireia Benito et Matilda Field s'échappent. Leur avantage atteint deux minutes cinquante-sept. Elles sont reprises avant la dernière difficulté du jour. Dans celle-ci, Mavi Garcia attaque et est suivie par Paula Patiño. Quand cette dernière est distancée, Arlenis Sierra sort et revient sur Garcia au milieu de la descente. La Cubaine gagne au sprint devant l'Espagnole.
| \| Classement de l'étape \| Classement de l'étape \| Classement de l'étape \| Classement de l'étape \| Classement de l'étape \| \| Coureuse \| Coureuse \| Pays \| Équipe \| Temps \| \| --------------------- \| --------------------- \| --------------------- \| --------------------------------- \| --------------------- \| \| 1re \| Arlenis Sierra \| Cuba \| Movistar Team \| 2 h 59 min 01 s \| \| 2e \| Mavi García \| Espagne \| UAE Team ADQ \| + 0 s \| \| 3e \| Ricarda Bauernfeind \| Allemagne \| Canyon//SRAM Generation \| + 15 s \| \| 4e \| Paula Patiño \| Colombie \| Movistar Team \| + 15 s \| \| 5e \| Nadine Michaela Gill \| Allemagne \| Sopela Women's Team \| + 17 s \| \| 6e \| Ántri Christofórou \| Chypre \| Farto-BTC \| + 1 min 02 s \| \| 7e \| Sara Martín \| Espagne \| Movistar Team \| + 1 min 07 s \| \| 8e \| Urša Pintar \| Slovénie \| UAE Team ADQ \| + 1 min 08 s \| \| 9e \| Noémie Abgrall \| France \| Stade Rochelais Charente-Maritime \| + 1 min 08 s \| \| 10e \| Yurani Blanco \| Espagne \| Laboral Kutxa-Fundación Euskadi \| + 1 min 08 s \| |                      |           |                                   |                 |
| |                      |           |                                   |                 |
| |                      |           |                                   |                 |
| Classement de l'étape |                      |           |                                   |                 |
| Coureuse | Coureuse             | Pays      | Équipe                            | Temps           |
| 1re | Arlenis Sierra       | Cuba      | Movistar Team                     | 2 h 59 min 01 s |
| 2e | Mavi García          | Espagne   | UAE Team ADQ                      | + 0 s           |
| 3e | Ricarda Bauernfeind  | Allemagne | Canyon//SRAM Generation           | + 15 s          |
| 4e | Paula Patiño         | Colombie  | Movistar Team                     | + 15 s          |
| 5e | Nadine Michaela Gill | Allemagne | Sopela Women's Team               | + 17 s          |
| 6e | Ántri Christofórou   | Chypre    | Farto-BTC                         | + 1 min 02 s    |
| 7e | Sara Martín          | Espagne   | Movistar Team                     | + 1 min 07 s    |
| 8e | Urša Pintar          | Slovénie  | UAE Team ADQ                      | + 1 min 08 s    |
| 9e | Noémie Abgrall       | France    | Stade Rochelais Charente-Maritime | + 1 min 08 s    |
| 10e | Yurani Blanco        | Espagne   | Laboral Kutxa-Fundación Euskadi   | + 1 min 08 s    |

| \| Classement général \| Classement général \| Classement général \| Classement général \| Classement général \| \| Coureuse \| Coureuse \| Pays \| Équipe \| Temps \| \| ------------------ \| -------------------- \| ------------------ \| --------------------------------- \| ------------------ \| \| 1re \| Arlenis Sierra \| Cuba \| Movistar Team \| 2 h 59 min 01 s \| \| 2e \| Mavi García \| Espagne \| UAE Team ADQ \| + 0 s \| \| 3e \| Ricarda Bauernfeind \| Allemagne \| Canyon//SRAM Generation \| + 15 s \| \| 4e \| Paula Patiño \| Colombie \| Movistar Team \| + 15 s \| \| 5e \| Nadine Michaela Gill \| Allemagne \| Sopela Women's Team \| + 17 s \| \| 6e \| Ántri Christofórou \| Chypre \| Farto-BTC \| + 1 min 02 s \| \| 7e \| Sara Martín \| Espagne \| Movistar Team \| + 1 min 07 s \| \| 8e \| Urša Pintar \| Slovénie \| UAE Team ADQ \| + 1 min 08 s \| \| 9e \| Noémie Abgrall \| France \| Stade Rochelais Charente-Maritime \| + 1 min 08 s \| \| 10e \| Yurani Blanco \| Espagne \| Laboral Kutxa-Fundación Euskadi \| + 1 min 08 s \| |                      |           |                                   |                 |
| |                      |           |                                   |                 |
| |                      |           |                                   |                 |
| Classement général |                      |           |                                   |                 |
| Coureuse | Coureuse             | Pays      | Équipe                            | Temps           |
| 1re | Arlenis Sierra       | Cuba      | Movistar Team                     | 2 h 59 min 01 s |
| 2e | Mavi García          | Espagne   | UAE Team ADQ                      | + 0 s           |
| 3e | Ricarda Bauernfeind  | Allemagne | Canyon//SRAM Generation           | + 15 s          |
| 4e | Paula Patiño         | Colombie  | Movistar Team                     | + 15 s          |
| 5e | Nadine Michaela Gill | Allemagne | Sopela Women's Team               | + 17 s          |
| 6e | Ántri Christofórou   | Chypre    | Farto-BTC                         | + 1 min 02 s    |
| 7e | Sara Martín          | Espagne   | Movistar Team                     | + 1 min 07 s    |
| 8e | Urša Pintar          | Slovénie  | UAE Team ADQ                      | + 1 min 08 s    |
| 9e | Noémie Abgrall       | France    | Stade Rochelais Charente-Maritime | + 1 min 08 s    |
| 10e | Yurani Blanco        | Espagne   | Laboral Kutxa-Fundación Euskadi   | + 1 min 08 s    |

### 2eétape
Une échappée se forme rapidement durant l'étape. Elle contient entre autres la leader Arlenis Sierra. À cinquante kilomètres de l'arrivée, elle subit un incident mécanique et est de nouveau dans le peloton. Par la suite, elle et Katrine Aalerud chutent mais repartent. L'échappée est reprise. À partir des neuf kilomètres, la formation UAE Team ADQ attaque à plusieurs reprises, mais la Movistar est attentive. Dans la dernière montée, Aalerud et Patiño impriment le rythme. Elles ne sont plus que cinq en tête de course. Arlenis Sierra attaque et gagne.
| \| Classement de l'étape \| Classement de l'étape \| Classement de l'étape \| Classement de l'étape \| Classement de l'étape \| \| Coureuse \| Coureuse \| Pays \| Équipe \| Temps \| \| --------------------- \| --------------------- \| --------------------- \| ----------------------- \| --------------------- \| \| 1re \| Arlenis Sierra \| Cuba \| Movistar Team \| 3 h 22 min 57 s \| \| 2e \| Ricarda Bauernfeind \| Allemagne \| Canyon//SRAM Generation \| + 0 s \| \| 3e \| Mavi García \| Espagne \| UAE Team ADQ \| + 0 s \| \| 4e \| Nadine Michaela Gill \| Allemagne \| Sopela Women's Team \| + 0 s \| \| 5e \| Paula Patiño \| Colombie \| Movistar Team \| + 0 s \| \| 6e \| Erica Magnaldi \| Italie \| UAE Team ADQ \| + 0 s \| \| 7e \| Katrine Aalerud \| Norvège \| Movistar Team \| + 20 s \| \| 8e \| Andrea Ramírez \| Mexique \| Massi Tactic \| + 20 s \| \| 9e \| Ántri Christofórou \| Chypre \| Farto-BTC \| + 20 s \| \| 10e \| Marte Berg Edseth \| Norvège \| Norvège \| + 20 s \| |                      |           |                         |                 |
| |                      |           |                         |                 |
| |                      |           |                         |                 |
| Classement de l'étape |                      |           |                         |                 |
| Coureuse | Coureuse             | Pays      | Équipe                  | Temps           |
| 1re | Arlenis Sierra       | Cuba      | Movistar Team           | 3 h 22 min 57 s |
| 2e | Ricarda Bauernfeind  | Allemagne | Canyon//SRAM Generation | + 0 s           |
| 3e | Mavi García          | Espagne   | UAE Team ADQ            | + 0 s           |
| 4e | Nadine Michaela Gill | Allemagne | Sopela Women's Team     | + 0 s           |
| 5e | Paula Patiño         | Colombie  | Movistar Team           | + 0 s           |
| 6e | Erica Magnaldi       | Italie    | UAE Team ADQ            | + 0 s           |
| 7e | Katrine Aalerud      | Norvège   | Movistar Team           | + 20 s          |
| 8e | Andrea Ramírez       | Mexique   | Massi Tactic            | + 20 s          |
| 9e | Ántri Christofórou   | Chypre    | Farto-BTC               | + 20 s          |
| 10e | Marte Berg Edseth    | Norvège   | Norvège                 | + 20 s          |

| \| Classement général \| Classement général \| Classement général \| Classement général \| Classement général \| \| Coureuse \| Coureuse \| Pays \| Équipe \| Temps \| \| ------------------ \| -------------------- \| ------------------ \| ----------------------- \| ------------------ \| \| 1re \| Arlenis Sierra \| Cuba \| Movistar Team \| 6 h 21 min 58 s \| \| 2e \| Mavi García \| Espagne \| UAE Team ADQ \| + 0 s \| \| 3e \| Ricarda Bauernfeind \| Allemagne \| Canyon//SRAM Generation \| + 15 s \| \| 4e \| Paula Patiño \| Colombie \| Movistar Team \| + 15 s \| \| 5e \| Nadine Michaela Gill \| Allemagne \| Sopela Women's Team \| + 17 s \| \| 6e \| Ántri Christofórou \| Chypre \| Farto-BTC \| + 1 min 22 s \| \| 7e \| Urša Pintar \| Slovénie \| UAE Team ADQ \| + 1 min 28 s \| \| 8e \| Katrine Aalerud \| Norvège \| Movistar Team \| + 1 min 28 s \| \| 9e \| Marte Berg Edseth \| Norvège \| Norvège \| + 1 min 28 s \| \| 10e \| Nicole Frain \| Australie \| RoxSolt Liv Sram \| + 1 min 32 s \| |                      |           |                         |                 |
| |                      |           |                         |                 |
| |                      |           |                         |                 |
| Classement général |                      |           |                         |                 |
| Coureuse | Coureuse             | Pays      | Équipe                  | Temps           |
| 1re | Arlenis Sierra       | Cuba      | Movistar Team           | 6 h 21 min 58 s |
| 2e | Mavi García          | Espagne   | UAE Team ADQ            | + 0 s           |
| 3e | Ricarda Bauernfeind  | Allemagne | Canyon//SRAM Generation | + 15 s          |
| 4e | Paula Patiño         | Colombie  | Movistar Team           | + 15 s          |
| 5e | Nadine Michaela Gill | Allemagne | Sopela Women's Team     | + 17 s          |
| 6e | Ántri Christofórou   | Chypre    | Farto-BTC               | + 1 min 22 s    |
| 7e | Urša Pintar          | Slovénie  | UAE Team ADQ            | + 1 min 28 s    |
| 8e | Katrine Aalerud      | Norvège   | Movistar Team           | + 1 min 28 s    |
| 9e | Marte Berg Edseth    | Norvège   | Norvège                 | + 1 min 28 s    |
| 10e | Nicole Frain         | Australie | RoxSolt Liv Sram        | + 1 min 32 s    |

### 3eétape
Les cols de mi-étape ne provoquent pas d'explication entre les leaders, mais une sélection. Un groupe de neuf coureuses se forme. Elles se disputent la victoire. Arlenis Sierra donne la victoire à sa coéquipière Jelena Erić.
| \| Classement de l'étape \| Classement de l'étape \| Classement de l'étape \| Classement de l'étape \| Classement de l'étape \| \| Coureuse \| Coureuse \| Pays \| Équipe \| Temps \| \| --------------------- \| --------------------- \| --------------------- \| ----------------------- \| --------------------- \| \| 1re \| Jelena Erić \| Serbie \| Movistar Team \| 2 h 19 min 58 s \| \| 2e \| Arlenis Sierra \| Cuba \| Movistar Team \| + 0 s \| \| 3e \| Ricarda Bauernfeind \| Allemagne \| Canyon//SRAM Generation \| + 0 s \| \| 4e \| Erica Magnaldi \| Italie \| UAE Team ADQ \| + 2 s \| \| 5e \| Ántri Christofórou \| Chypre \| Farto-BTC \| + 2 s \| \| 6e \| Nadine Michaela Gill \| Allemagne \| Sopela Women's Team \| + 2 s \| \| 7e \| Paula Patiño \| Colombie \| Movistar Team \| + 2 s \| \| 8e \| Mavi García \| Espagne \| UAE Team ADQ \| + 4 s \| \| 9e \| Sara Martín \| Espagne \| Movistar Team \| + 4 s \| \| 10e \| Becky Storrie \| Royaume-Uni \| Cams Basso \| + 4 s \| |                      |             |                         |                 |
| |                      |             |                         |                 |
| |                      |             |                         |                 |
| Classement de l'étape |                      |             |                         |                 |
| Coureuse | Coureuse             | Pays        | Équipe                  | Temps           |
| 1re | Jelena Erić          | Serbie      | Movistar Team           | 2 h 19 min 58 s |
| 2e | Arlenis Sierra       | Cuba        | Movistar Team           | + 0 s           |
| 3e | Ricarda Bauernfeind  | Allemagne   | Canyon//SRAM Generation | + 0 s           |
| 4e | Erica Magnaldi       | Italie      | UAE Team ADQ            | + 2 s           |
| 5e | Ántri Christofórou   | Chypre      | Farto-BTC               | + 2 s           |
| 6e | Nadine Michaela Gill | Allemagne   | Sopela Women's Team     | + 2 s           |
| 7e | Paula Patiño         | Colombie    | Movistar Team           | + 2 s           |
| 8e | Mavi García          | Espagne     | UAE Team ADQ            | + 4 s           |
| 9e | Sara Martín          | Espagne     | Movistar Team           | + 4 s           |
| 10e | Becky Storrie        | Royaume-Uni | Cams Basso              | + 4 s           |

## Classements finals

### Classement général final
| \| Classement général \| Classement général \| Classement général \| Classement général \| Classement général \| \| Coureuse \| Coureuse \| Pays \| Équipe \| Temps \| \| ------------------ \| -------------------- \| ------------------ \| ----------------------- \| ------------------ \| \| 1re \| Arlenis Sierra \| Cuba \| Movistar Team \| 8 h 41 min 56 s \| \| 2e \| Mavi García \| Espagne \| UAE Team ADQ \| + 4 s \| \| 3e \| Ricarda Bauernfeind \| Allemagne \| Canyon//SRAM Generation \| + 15 s \| \| 4e \| Paula Patiño \| Colombie \| Movistar Team \| + 17 s \| \| 5e \| Nadine Michaela Gill \| Allemagne \| Sopela Women's Team \| + 19 s \| \| 6e \| Ántri Christofórou \| Chypre \| Farto-BTC \| + 1 min 24 s \| \| 7e \| Sara Martín \| Espagne \| Movistar Team \| + 1 min 39 s \| \| 8e \| Becky Storrie \| Royaume-Uni \| Cams Basso \| + 1 min 41 s \| \| 9e \| Erica Magnaldi \| Italie \| UAE Team ADQ \| + 1 min 44 s \| \| 10e \| Katrine Aalerud \| Norvège \| Movistar Team \| + 4 min 19 s \| |                      |             |                         |                 |
| |                      |             |                         |                 |
| |                      |             |                         |                 |
| Classement général |                      |             |                         |                 |
| Coureuse | Coureuse             | Pays        | Équipe                  | Temps           |
| 1re | Arlenis Sierra       | Cuba        | Movistar Team           | 8 h 41 min 56 s |
| 2e | Mavi García          | Espagne     | UAE Team ADQ            | + 4 s           |
| 3e | Ricarda Bauernfeind  | Allemagne   | Canyon//SRAM Generation | + 15 s          |
| 4e | Paula Patiño         | Colombie    | Movistar Team           | + 17 s          |
| 5e | Nadine Michaela Gill | Allemagne   | Sopela Women's Team     | + 19 s          |
| 6e | Ántri Christofórou   | Chypre      | Farto-BTC               | + 1 min 24 s    |
| 7e | Sara Martín          | Espagne     | Movistar Team           | + 1 min 39 s    |
| 8e | Becky Storrie        | Royaume-Uni | Cams Basso              | + 1 min 41 s    |
| 9e | Erica Magnaldi       | Italie      | UAE Team ADQ            | + 1 min 44 s    |
| 10e | Katrine Aalerud      | Norvège     | Movistar Team           | + 4 min 19 s    |

### Points UCI
| Position           | 1er | 2e | 3e | 4e | 5e | 6e | 7e | 8e | 9e | 10e | 11e | 12e | 13e à 15e | 16e à 25e |
| Classement général | 125 | 85 | 70 | 60 | 50 | 40 | 35 | 30 | 25 | 20  | 15  | 10  | 5         | 3         |
| Par étape          | 16  | 12 | 8  | 6  | 5  | 4  | 3  | 2  |    |     |     |     |           |           |
| Leader, par étape  | 3   |    |    |    |    |    |    |    |    |     |     |     |           |           |

### Classements annexes

#### Classement par points
| Classement par points | Classement par points | Classement par points | Classement par points   | Classement par points |
| Coureuse              | Coureuse              | Pays                  | Équipe                  | Points                |
| --------------------- | --------------------- | --------------------- | ----------------------- | --------------------- |
| 1re                   | Arlenis Sierra        | Cuba                  | Movistar Team           | 70 pts                |
| 2e                    | Ricarda Bauernfeind   | Allemagne             | Canyon//SRAM Generation | 52 pts                |
| 3e                    | Mavi García           | Espagne               | UAE Team ADQ            | 44 pts                |
| 4e                    | Nadine Michaela Gill  | Allemagne             | Sopela Women's Team     | 36 pts                |
| 5e                    | Paula Patiño          | Colombie              | Movistar Team           | 35 pts                |
| 6e                    | Ántri Christofórou    | Chypre                | Farto-BTC               | 29 pts                |
| 7e                    | Jelena Erić           | Serbie                | Movistar Team           | 25 pts                |
| 8e                    | Erica Magnaldi        | Italie                | UAE Team ADQ            | 24 pts                |
| 9e                    | Sara Martín           | Espagne               | Movistar Team           | 17 pts                |
| 10e                   | Urša Pintar           | Slovénie              | UAE Team ADQ            | 13 pts                |

#### Classement de la montagne
| Classement de la montagne | Classement de la montagne | Classement de la montagne | Classement de la montagne | Classement de la montagne |
| Coureuse                  | Coureuse                  | Pays                      | Équipe                    | Points                    |
| ------------------------- | ------------------------- | ------------------------- | ------------------------- | ------------------------- |
| 1re                       | Mavi García               | Espagne                   | UAE Team ADQ              | 20 pts                    |
| 2e                        | Ricarda Bauernfeind       | Allemagne                 | Canyon//SRAM Generation   | 17 pts                    |
| 3e                        | Erica Magnaldi            | Italie                    | UAE Team ADQ              | 14 pts                    |
| 4e                        | Ántri Christofórou        | Chypre                    | Farto-BTC                 | 9 pts                     |
| 5e                        | Sara Martín               | Espagne                   | Movistar Team             | 8 pts                     |
| 6e                        | Arlenis Sierra            | Cuba                      | Movistar Team             | 7 pts                     |
| 7e                        | Paula Patiño              | Colombie                  | Movistar Team             | 4 pts                     |
| 8e                        | Nadine Michaela Gill      | Allemagne                 | Sopela Women's Team       | 3 pts                     |

## Évolution des classements
| Étape              |                           | Vainqueur _    | Classement général | Classement par points _ | Meilleure grimpeuse _ | Meilleure sprinteuse _ |
| ------------------ | ------------------------- | -------------- | ------------------ | ----------------------- | --------------------- | ---------------------- |
| 1re étape          | étape vallonnée           | Arlenis Sierra | Arlenis Sierra     | Arlenis Sierra          | Mavi García           | Corinna Lechner        |
| 2e étape           | étape vallonnée           | Arlenis Sierra | Arlenis Sierra     | Arlenis Sierra          | Mavi García           | Corinna Lechner        |
| 3e étape           | étape de moyenne montagne | Jelena Erić    | Arlenis Sierra     | Arlenis Sierra          | Mavi García           | Corinna Lechner        |
| Classements finals | Classements finals        |                | Arlenis Sierra     | Arlenis Sierra          | Mavi García           | Corinna Lechner        |

## Liste des participantes
| UAE Team ADQ UAD | UAE Team ADQ UAD          | UAE Team ADQ UAD |
| ---------------- | ------------------------- | ---------------- |
| Num              | Coureuse                  | Pos              |
| 1                | Mavi García (ESP) (route) | 2e               |
| 2                | Urša Pintar (SLO)         | 11e              |
| 3                | Laura Tomasi (ITA)        | 32e              |
| 4                | Linda Zanetti (SUI)       | 50e              |
| 5                | Erica Magnaldi (ITA)      | 9e               |

| Movistar Team MOV | Movistar Team MOV         | Movistar Team MOV |
| ----------------- | ------------------------- | ----------------- |
| Num               | Coureuse                  | Pos               |
| 11                | Jelena Erić (SRB) (route) | 25e               |
| 12                | Sarah Gigante (AUS)       | 15e               |
| 13                | Sara Martín (ESP)         | 7e                |
| 14                | Paula Patiño (COL)        | 4e                |
| 15                | Katrine Aalerud (NOR)     | 10e               |
| 16                | Arlenis Sierra (CUB)      | 1re               |

| Cams Basso CAT | Cams Basso CAT            | Cams Basso CAT |
| -------------- | ------------------------- | -------------- |
| Num            | Coureuse                  | Pos            |
| 21             | Beth Morrow (GBR)         | 40e            |
| 22             | Emma Edwards (USA)        | 76e            |
| 23             | Sara Bonillo Talens (ESP) | 80e            |
| 24             | Becky Storrie (GBR)       | 8e             |
| 25             | Katie Scott (GBR)         | 41e            |

| Canyon//SRAM Generation CSG | Canyon//SRAM Generation CSG | Canyon//SRAM Generation CSG |
| --------------------------- | --------------------------- | --------------------------- |
| Num                         | Coureuse                    | Pos                         |
| 31                          | Agua Marina Espínola (PAR)  | 20e                         |
| 32                          | Valantine Nzayisenga (RWA)  | 38e                         |
| 33                          | Ricarda Bauernfeind (GER)   | 3e                          |
| 34                          | Llori Sharpe                | 54e                         |

| Farto-BTC FAR | Farto-BTC FAR                    | Farto-BTC FAR |
| ------------- | -------------------------------- | ------------- |
| Num           | Coureuse                         | Pos           |
| 41            | Ántri Christofórou (CYP) (route) | 6e            |
| 42            | Ariadna Gutiérrez (MEX)          | 51e           |
| 43            | Lina Svarinska (LAT) (route)     | 69e           |
| 44            | Marie-Soleil Blais (CAN)         | 43e           |
| 45            | Marta Rosillo (ESP)              | AB-1          |
| 46            | Azulde Britz (RSA)               | 66e           |

| Bizkaia-Durango BDP | Bizkaia-Durango BDP          | Bizkaia-Durango BDP |
| ------------------- | ---------------------------- | ------------------- |
| Num                 | Coureuse                     | Pos                 |
| 51                  | Alba Teruel (ESP)            | 36e                 |
| 52                  | Irene Mendez Melgarejo (ESP) | 47e                 |
| 53                  | Lucía González (ESP)         | 31e                 |
| 54                  | Sofía Rodríguez (ESP)        | 57e                 |
| 55                  | Eukene Larrarte (ESP)        | 56e                 |
| 56                  | Catalina Soto (CHI)          | 18e                 |

| Laboral Kutxa-Fundación Euskadi LKF | Laboral Kutxa-Fundación Euskadi LKF | Laboral Kutxa-Fundación Euskadi LKF |
| ----------------------------------- | ----------------------------------- | ----------------------------------- |
| Num                                 | Coureuse                            | Pos                                 |
| 61                                  | Idoia Eraso (ESP)                   | 27e                                 |
| 62                                  | Yurani Blanco (ESP)                 | 30e                                 |
| 63                                  | Usoa Ostolaza (ESP)                 | 29e                                 |
| 64                                  | Ariana Gilabert (ESP)               | 55e                                 |
| 65                                  | Sandra Gutierrez (ESP)              | 59e                                 |

| Eneicat-RBH EIC | Eneicat-RBH EIC             | Eneicat-RBH EIC |
| --------------- | --------------------------- | --------------- |
| Num             | Coureuse                    | Pos             |
| 71              | Anastasiia Lebedeva (RUS)   | 62e             |
| 72              | Lija Laizāne (LAT)          | 26e             |
| 73              | Varvara Fasoi (GRE) (route) | 53e             |
| 74              | Marina Varenyk (UKR)        | 45e             |
| 75              | Josefine Huitfeldt          | 73e             |
| 76              | Alessia Bulleri (ITA)       | 58e             |

| Norvège NOR | Norvège NOR             | Norvège NOR |
| ----------- | ----------------------- | ----------- |
| Num         | Coureuse                | Pos         |
| 81          | Marte Berg Edseth       | 12e         |
| 82          | Sigrid Ytterhus Haugset | AB-2        |
| 83          | Tiril Jørgensen         | 16e         |
| 84          | Magdalene Lind          | 48e         |
| 85          | Birgitte Ravndal        | 60e         |
| 86          | Emelie Utvik            | 37e         |

| Río Miera-Cantabria Deporte RMC | Río Miera-Cantabria Deporte RMC | Río Miera-Cantabria Deporte RMC |
| ------------------------------- | ------------------------------- | ------------------------------- |
| Num                             | Coureuse                        | Pos                             |
| 91                              | Carolina Esteban (ESP)          | 21e                             |
| 92                              | Susana Perez (ESP)              | 35e                             |
| 93                              | Beatriz Roxo (POR)              | 71e                             |
| 94                              | Alba Leonardo (ESP)             | AB-3                            |
| 95                              | Laura Tenorio (ESP)             | 65e                             |
| 96                              | Eva Anguela (ESP)               | 61e                             |

| Stade Rochelais Charente-Maritime CMW | Stade Rochelais Charente-Maritime CMW    | Stade Rochelais Charente-Maritime CMW |
| ------------------------------------- | ---------------------------------------- | ------------------------------------- |
| Num                                   | Coureuse                                 | Pos                                   |
| 101                                   | India Grangier (FRA)                     | AB-1                                  |
| 102                                   | Noémie Abgrall (FRA)                     | 17e                                   |
| 103                                   | Manon Souyris (FRA)                      | 34e                                   |
| 104                                   | Frances Janse van Rensburg (RSA) (route) | 77e                                   |
| 105                                   | Marine Allione (FRA)                     | AB-3                                  |

| Massi Tactic MAT | Massi Tactic MAT      | Massi Tactic MAT |
| ---------------- | --------------------- | ---------------- |
| Num              | Coureuse              | Pos              |
| 111              | Corinna Lechner (GER) | 33e              |
| 112              | Andrea Ramírez (MEX)  | 13e              |
| 113              | Aurela Nerlo (POL)    | 23e              |
| 114              | Mireia Benito (ESP)   | 28e              |
| 115              | Mireia Trias (ESP)    | 44e              |
| 116              | Belén López (ESP)     | 46e              |

| RoxSolt Liv Sram RXS | RoxSolt Liv Sram RXS       | RoxSolt Liv Sram RXS |
| -------------------- | -------------------------- | -------------------- |
| Num                  | Coureuse                   | Pos                  |
| 121                  | Jacqueline Slack (GBR)     | 70e                  |
| 122                  | Justine Barrow (AUS)       | 22e                  |
| 123                  | Saffron Button (AUS)       | AB-2                 |
| 124                  | Matilda Field (AUS)        | 49e                  |
| 125                  | Nicole Frain (AUS) (route) | 14e                  |
| 126.0                | Courtney Sherwell (AUS)    | 52e                  |

| Sopela Women's Team SWT | Sopela Women's Team SWT        | Sopela Women's Team SWT |
| ----------------------- | ------------------------------ | ----------------------- |
| Num                     | Coureuse                       | Pos                     |
| 131                     | Alice Coutinho (FRA)           | 39e                     |
| 132                     | Claire Steels (GBR)            | 19e                     |
| 133                     | Naia Amondarain Gazañaga (ESP) | 24e                     |
| 134                     | Nadine Michaela Gill (GER)     | 5e                      |
| 135                     | Cristina Barrajon (ESP)        | AB-3                    |
| 136                     | Maria Banlles Santamaria (ESP) | 63e                     |

| Soltec Team STC | Soltec Team STC        | Soltec Team STC |
| --------------- | ---------------------- | --------------- |
| Num             | Coureuse               | Pos             |
| 141             | Beatriz Martinez (ESP) | 67e             |
| 142             | Belen Gonzalez (ESP)   | AB-1            |
| 143             | Maryoly Sosa (VEN)     | AB-1            |
| 144             | Alicia Crespo (ESP)    | AB-1            |
| 145             | Carolina Gorospe (ESP) | AB-1            |
| 146             | Claudia Sanchez (ESP)  | 72e             |

| Zaaf ___ | Zaaf ___                                   | Zaaf ___ |
| -------- | ------------------------------------------ | -------- |
| Num      | Coureuse                                   | Pos      |
| 151      | Polly Mason (GBR)                          | AB-3     |
| 152      | Cristina Pujol (ESP)                       | AB-1     |
| 153      | Elena Perez Munoz (ESP)                    | 81e      |
| 154      | Dolores Rodriguez (ARG)                    | 79e      |
| 155      | Mandana Dehghan (IRI)                      | 42e      |
| 156      | Maria De Los Angeles Medina Gonzalez (ESP) | 64e      |

| Prolongo Al-Andalus ___ | Prolongo Al-Andalus ___ | Prolongo Al-Andalus ___ |
| ----------------------- | ----------------------- | ----------------------- |
| Num                     | Coureuse                | Pos                     |
| 161                     | Rocio Rojas (ESP)       | 75e                     |
| 162                     | Azahara Pozuelo (ESP)   | 68e                     |
| 163                     | Gloria Galeano (ESP)    | 78e                     |
| 164                     | Victoria Bandera (ESP)  | 74e                     |
| 165                     | Alba Herrero (ESP)      | AB-1                    |
| 166                     | Lorena Cobos (ESP)      | AB-1                    |

| UAE Team ADQ UAD | UAE Team ADQ UAD          | UAE Team ADQ UAD |
| ---------------- | ------------------------- | ---------------- |
| Num              | Coureuse                  | Pos              |
| 1                | Mavi García (ESP) (route) | 2e               |
| 2                | Urša Pintar (SLO)         | 11e              |
| 3                | Laura Tomasi (ITA)        | 32e              |
| 4                | Linda Zanetti (SUI)       | 50e              |
| 5                | Erica Magnaldi (ITA)      | 9e               |

| Movistar Team MOV | Movistar Team MOV         | Movistar Team MOV |
| ----------------- | ------------------------- | ----------------- |
| Num               | Coureuse                  | Pos               |
| 11                | Jelena Erić (SRB) (route) | 25e               |
| 12                | Sarah Gigante (AUS)       | 15e               |
| 13                | Sara Martín (ESP)         | 7e                |
| 14                | Paula Patiño (COL)        | 4e                |
| 15                | Katrine Aalerud (NOR)     | 10e               |
| 16                | Arlenis Sierra (CUB)      | 1re               |

| Cams Basso CAT | Cams Basso CAT            | Cams Basso CAT |
| -------------- | ------------------------- | -------------- |
| Num            | Coureuse                  | Pos            |
| 21             | Beth Morrow (GBR)         | 40e            |
| 22             | Emma Edwards (USA)        | 76e            |
| 23             | Sara Bonillo Talens (ESP) | 80e            |
| 24             | Becky Storrie (GBR)       | 8e             |
| 25             | Katie Scott (GBR)         | 41e            |

| Canyon//SRAM Generation CSG | Canyon//SRAM Generation CSG | Canyon//SRAM Generation CSG |
| --------------------------- | --------------------------- | --------------------------- |
| Num                         | Coureuse                    | Pos                         |
| 31                          | Agua Marina Espínola (PAR)  | 20e                         |
| 32                          | Valantine Nzayisenga (RWA)  | 38e                         |
| 33                          | Ricarda Bauernfeind (GER)   | 3e                          |
| 34                          | Llori Sharpe                | 54e                         |

| Farto-BTC FAR | Farto-BTC FAR                    | Farto-BTC FAR |
| ------------- | -------------------------------- | ------------- |
| Num           | Coureuse                         | Pos           |
| 41            | Ántri Christofórou (CYP) (route) | 6e            |
| 42            | Ariadna Gutiérrez (MEX)          | 51e           |
| 43            | Lina Svarinska (LAT) (route)     | 69e           |
| 44            | Marie-Soleil Blais (CAN)         | 43e           |
| 45            | Marta Rosillo (ESP)              | AB-1          |
| 46            | Azulde Britz (RSA)               | 66e           |

| Bizkaia-Durango BDP | Bizkaia-Durango BDP          | Bizkaia-Durango BDP |
| ------------------- | ---------------------------- | ------------------- |
| Num                 | Coureuse                     | Pos                 |
| 51                  | Alba Teruel (ESP)            | 36e                 |
| 52                  | Irene Mendez Melgarejo (ESP) | 47e                 |
| 53                  | Lucía González (ESP)         | 31e                 |
| 54                  | Sofía Rodríguez (ESP)        | 57e                 |
| 55                  | Eukene Larrarte (ESP)        | 56e                 |
| 56                  | Catalina Soto (CHI)          | 18e                 |

| Laboral Kutxa-Fundación Euskadi LKF | Laboral Kutxa-Fundación Euskadi LKF | Laboral Kutxa-Fundación Euskadi LKF |
| ----------------------------------- | ----------------------------------- | ----------------------------------- |
| Num                                 | Coureuse                            | Pos                                 |
| 61                                  | Idoia Eraso (ESP)                   | 27e                                 |
| 62                                  | Yurani Blanco (ESP)                 | 30e                                 |
| 63                                  | Usoa Ostolaza (ESP)                 | 29e                                 |
| 64                                  | Ariana Gilabert (ESP)               | 55e                                 |
| 65                                  | Sandra Gutierrez (ESP)              | 59e                                 |

| Eneicat-RBH EIC | Eneicat-RBH EIC             | Eneicat-RBH EIC |
| --------------- | --------------------------- | --------------- |
| Num             | Coureuse                    | Pos             |
| 71              | Anastasiia Lebedeva (RUS)   | 62e             |
| 72              | Lija Laizāne (LAT)          | 26e             |
| 73              | Varvara Fasoi (GRE) (route) | 53e             |
| 74              | Marina Varenyk (UKR)        | 45e             |
| 75              | Josefine Huitfeldt          | 73e             |
| 76              | Alessia Bulleri (ITA)       | 58e             |

| Norvège NOR | Norvège NOR             | Norvège NOR |
| ----------- | ----------------------- | ----------- |
| Num         | Coureuse                | Pos         |
| 81          | Marte Berg Edseth       | 12e         |
| 82          | Sigrid Ytterhus Haugset | AB-2        |
| 83          | Tiril Jørgensen         | 16e         |
| 84          | Magdalene Lind          | 48e         |
| 85          | Birgitte Ravndal        | 60e         |
| 86          | Emelie Utvik            | 37e         |

| Río Miera-Cantabria Deporte RMC | Río Miera-Cantabria Deporte RMC | Río Miera-Cantabria Deporte RMC |
| ------------------------------- | ------------------------------- | ------------------------------- |
| Num                             | Coureuse                        | Pos                             |
| 91                              | Carolina Esteban (ESP)          | 21e                             |
| 92                              | Susana Perez (ESP)              | 35e                             |
| 93                              | Beatriz Roxo (POR)              | 71e                             |
| 94                              | Alba Leonardo (ESP)             | AB-3                            |
| 95                              | Laura Tenorio (ESP)             | 65e                             |
| 96                              | Eva Anguela (ESP)               | 61e                             |

| Stade Rochelais Charente-Maritime CMW | Stade Rochelais Charente-Maritime CMW    | Stade Rochelais Charente-Maritime CMW |
| ------------------------------------- | ---------------------------------------- | ------------------------------------- |
| Num                                   | Coureuse                                 | Pos                                   |
| 101                                   | India Grangier (FRA)                     | AB-1                                  |
| 102                                   | Noémie Abgrall (FRA)                     | 17e                                   |
| 103                                   | Manon Souyris (FRA)                      | 34e                                   |
| 104                                   | Frances Janse van Rensburg (RSA) (route) | 77e                                   |
| 105                                   | Marine Allione (FRA)                     | AB-3                                  |

| Massi Tactic MAT | Massi Tactic MAT      | Massi Tactic MAT |
| ---------------- | --------------------- | ---------------- |
| Num              | Coureuse              | Pos              |
| 111              | Corinna Lechner (GER) | 33e              |
| 112              | Andrea Ramírez (MEX)  | 13e              |
| 113              | Aurela Nerlo (POL)    | 23e              |
| 114              | Mireia Benito (ESP)   | 28e              |
| 115              | Mireia Trias (ESP)    | 44e              |
| 116              | Belén López (ESP)     | 46e              |

| RoxSolt Liv Sram RXS | RoxSolt Liv Sram RXS       | RoxSolt Liv Sram RXS |
| -------------------- | -------------------------- | -------------------- |
| Num                  | Coureuse                   | Pos                  |
| 121                  | Jacqueline Slack (GBR)     | 70e                  |
| 122                  | Justine Barrow (AUS)       | 22e                  |
| 123                  | Saffron Button (AUS)       | AB-2                 |
| 124                  | Matilda Field (AUS)        | 49e                  |
| 125                  | Nicole Frain (AUS) (route) | 14e                  |
| 126.0                | Courtney Sherwell (AUS)    | 52e                  |

| Sopela Women's Team SWT | Sopela Women's Team SWT        | Sopela Women's Team SWT |
| ----------------------- | ------------------------------ | ----------------------- |
| Num                     | Coureuse                       | Pos                     |
| 131                     | Alice Coutinho (FRA)           | 39e                     |
| 132                     | Claire Steels (GBR)            | 19e                     |
| 133                     | Naia Amondarain Gazañaga (ESP) | 24e                     |
| 134                     | Nadine Michaela Gill (GER)     | 5e                      |
| 135                     | Cristina Barrajon (ESP)        | AB-3                    |
| 136                     | Maria Banlles Santamaria (ESP) | 63e                     |

| Soltec Team STC | Soltec Team STC        | Soltec Team STC |
| --------------- | ---------------------- | --------------- |
| Num             | Coureuse               | Pos             |
| 141             | Beatriz Martinez (ESP) | 67e             |
| 142             | Belen Gonzalez (ESP)   | AB-1            |
| 143             | Maryoly Sosa (VEN)     | AB-1            |
| 144             | Alicia Crespo (ESP)    | AB-1            |
| 145             | Carolina Gorospe (ESP) | AB-1            |
| 146             | Claudia Sanchez (ESP)  | 72e             |

| Zaaf ___ | Zaaf ___                                   | Zaaf ___ |
| -------- | ------------------------------------------ | -------- |
| Num      | Coureuse                                   | Pos      |
| 151      | Polly Mason (GBR)                          | AB-3     |
| 152      | Cristina Pujol (ESP)                       | AB-1     |
| 153      | Elena Perez Munoz (ESP)                    | 81e      |
| 154      | Dolores Rodriguez (ARG)                    | 79e      |
| 155      | Mandana Dehghan (IRI)                      | 42e      |
| 156      | Maria De Los Angeles Medina Gonzalez (ESP) | 64e      |

| Prolongo Al-Andalus ___ | Prolongo Al-Andalus ___ | Prolongo Al-Andalus ___ |
| ----------------------- | ----------------------- | ----------------------- |
| Num                     | Coureuse                | Pos                     |
| 161                     | Rocio Rojas (ESP)       | 75e                     |
| 162                     | Azahara Pozuelo (ESP)   | 68e                     |
| 163                     | Gloria Galeano (ESP)    | 78e                     |
| 164                     | Victoria Bandera (ESP)  | 74e                     |
| 165                     | Alba Herrero (ESP)      | AB-1                    |
| 166                     | Lorena Cobos (ESP)      | AB-1                    |